# Parker Center
Parker Center est le quartier général du Los Angeles Police Department, de 1954 à octobre 2009, situé dans le quartier de downtown Los Angeles, au 150 N. Los Angeles Street. Souvent appelé « The Glass House », le bâtiment est nommé en l'honneur de l'ancien chef de la police de Los Angeles, William H. Parker. Appelé à l'origine Police Administration Building (PAB), en français : bâtiment administratif de la police, ou Police Facilities Building, en français : bâtiment des installations de la police, la pose de la première pierre du bâtiment commence le 30 décembre 1952 et la construction est achevée en 1955. L'architecte est Welton Becket. Le bâtiment regroupe les installations de la police situées dans toute la zone du Civic Center. L'emplacement abritait auparavant l'Hôtel Olympique. Le 16 juillet 1966, le chef Parker est frappé d'une crise cardiaque mortelle. Peu après, le conseil municipal de Los Angeles rebaptise le bâtiment en Parker Center. Il est l'un des sites de troubles lors des émeutes de 1992 à Los Angeles, à la suite d'un verdict de non-culpabilité pour les quatre policiers impliqués dans l'affaire Rodney King.

### Source de la traduction
- (en) Cet article est partiellement ou en totalité issu de l’article de Wikipédia en anglais intitulé « Parker Center » (voir la liste des auteurs).